# Liste des vents de France
 (décembre 2019).
Voici, ci-dessous la liste géographique des vents de France. Celle-ci, non exhaustive, se présente dans un sens horaire depuis l'ouest.

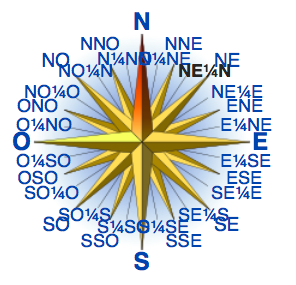
Rose des vents

## Côte Ouest - Val de Loire
- Drau (Indre-et-Loire), vent de Nord-Nord-Ouest
- Galerne (« gwalarn » en breton et « enbata » en basque), vent de nord-ouest, froid et humide[1]

## Bretagne
- Gwalarn (voir galerne)
- Nordet, vent du nord-est
- Le Père Banard, ensemble de vents sur la Loire-Atlantique et le Maine-et-Loire[2].
- Suroît = Surouas, vent du sud-ouest
- Noroît = Gwalarn = Guarlern, vent du nord-ouest[3].
- Kornog, vent d'ouest (en breton)
- Ar Gazeg Veurzh (la jument de Mars)

## Normandie
- Le Horzain ou Horsain, vent du nord ;
- Le Forain, vent du sud ;
- Le vent d’amont, vent d’est ;
- Le vent d’aval ou Vouêtier (littéralement Ouestier en parler normand du Cotentin) ;
- Noroît (Norouêt en normand), vent de nord-ouest[4] ;
- Suroît (Surouêt en normand), vent de sud-ouest[5] ;
- Le Suet ou vent estieux, vent du sud-est[6].

## Ile-de-France
- Père-lachaise[7].

## Nord
- Écorche-vache (Flandre)
- Écorche-vel (Picardie)
- Escorche-river (Pas-de-Calais)

## Champagne-Bourgogne
- Aurisse (Centre, Nièvre)
- Betchawind (Bourgogne, Franche-Comté)
- Bise, vent du nord ou nord-est (voir Jura et Alpes)
- Dret vent, vent d'ouest
- Écorche-ville, vent du nord, souvent froid
- Gailairme (Morvan)
- Galerne, vent de l'ouest, du nord-ouest
- Hâle, harle (Morvan, Champagne, Wallonie), vent desséchant qui souffle généralement aux mois de mars et avril, en wallon « les håles di mås » signifient aussi : les bises de mars
- Norois, vent du nord-ouest
- Soulaire, soulère (Aube, Yonne, Marne, Haute-Marne), vent sec généralement du sud (ou plutôt du sud-ouest) ou de l'est

## Nord-est
- Al dé Mars (Vosges, Haute-Saône, Doubs, Jura)
- Dretvent (Nivernais)
- Niederwind (Vosges)
- Thalwind (Alsace)
- Niederwind (Alsace)
- Baslerwind (Alsace)
- Hunsrick (Moselle)

## Jura et Alpes
- Auro (Drôme, Hautes-Alpes)
- Bise, vent de secteur nord à nord-est qui souffle sur le Plateau suisse ainsi qu'en région lyonnaise, en Franche-Comté et en Lorraine[8].
- Cisampe ou cisampo, Vent violent, froid et sec, qui souffle dans le Dauphiné et l'est de la vallée du Rhône[9]
- Foehn, Vent du sud sec et chaud qui souffle dans les vallées du nord des Alpes suisses et autrichiennes, et plus largement, dans d'autres régions montagneuses qui entraine des montées de températures subites dans les vallées ou les plateaux où il sévit[10] et dénommé « effet de foehn »[11]. .
- Labech
- Lombarde vent de secteur nord-est à sud-est qui souffle sur les crêtes frontalières des Alpes et plus particulièrement en Ubaye (Alpes de Haute-Provence)[12], sur le Queyras (Hautes-Alpes) et en Maurienne (Savoie)[13]
- Matinière = Matinal (Alpes, Vallée du Rhône)
- Monsieur de Port de l'Écluse (de Grenoble à Genève)

En outre, le lac Léman, un des principaux lacs alpins, située entre la France et la Suisse, est balayé régulièrement par un grand nombre de vents généraux, des vents d'orages et des vents thermiques connus des météorologues locaux, mais aussi des navigateurs et des riverains, dont notamment :
- Le Vent  Fort vent du sud-ouest à ouest, généralement en été et accompagné par une dépression, Il souffle entre 35 et 70 km/h.
- La Bise est un vent de beau temps, froid et sec provenant du nord-est. En principe, elle se forme entre un anticyclone au nord et une dépression sur le Golfe de Gênes. Elle souffle de manière irrégulière entre 15 et 90 km/h et s’installe entre 3 et 10 jours.
- La Vaudaire (Haut lac, parties française et suisse, vent du sud-est, soufflant à plus de 50 km/h)
- Le Vent blanc (Petit lac ou moyen lac, partie suisse. Vent de secteur ouest chaud et régulier qui souffle à environ 25 km/h)
- Le Joran (côte nord, partie suisse, vent de secteur nord-ouest, fréquent au printemps qui peut souffler à plus de 100 km/h)

## Vallée du Rhône

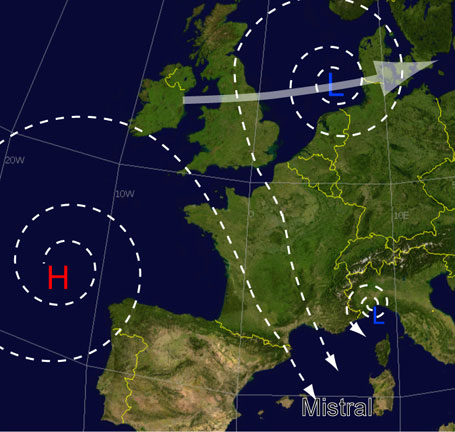
couloirs de la Tramontane (à gauche) et du Mistral (à droite)

- Aloup de vent (vallée de la Brevenne)
- Aouro (Ardèche, Drôme)
- Bise (Région de Montélimar) Vent du nord/nord est souvent annonciateur de pluie.
- Mistral, ce vent aux noms multiples (selon son intensité, ses variations et les zones dialectales[15])  est un vent de couloir, de  secteur nord-ouest à nord, très froid en hiver et souvent violent, qui concerne le nord du bassin de la Méditerranée occidentale et plus particulièrement, la vallée du Rhône et la Camargue.
- Mistralet (un mistral soufflant très modérément)
- Vésine (Nyonsais, Drôme)

## Massif central
- Agueil (Cévennes, Gard, Lozère)
- Amarijo (Haute-Vienne, Creuse, Corrèze)
- Aouro (Lozère, Aveyron, Gard, Hérault, Aude, Pyrénées-Orientales)
- Arouergue (Lozère, Gard, Aveyron)
- Aspre
- Aura de Méije (Cévennes)
- Burle, vent du Nord, sec et froid[16] qui souffle en hiver dans le centre-sud de la France à l'est du Massif central sur les plateaux de la Haute-Loire (Haut-Velay), d'Ardèche (Boutières) et quelquefois de la Loire (Forez)
- Écir (Auvergne, Cézalier)
- Eisserot (Auvergne, Cévennes)
- Limousin-pliau (Limousin)
- Traverse, vent d'ouest ou de nord-ouest dans le Jura, le Massif central, les Alpes, et la région lyonnaise.
- Vent du Midi (Auvergne, Forez)
- Vent mouillé (Auvergne)

## Sud-Est et Corse

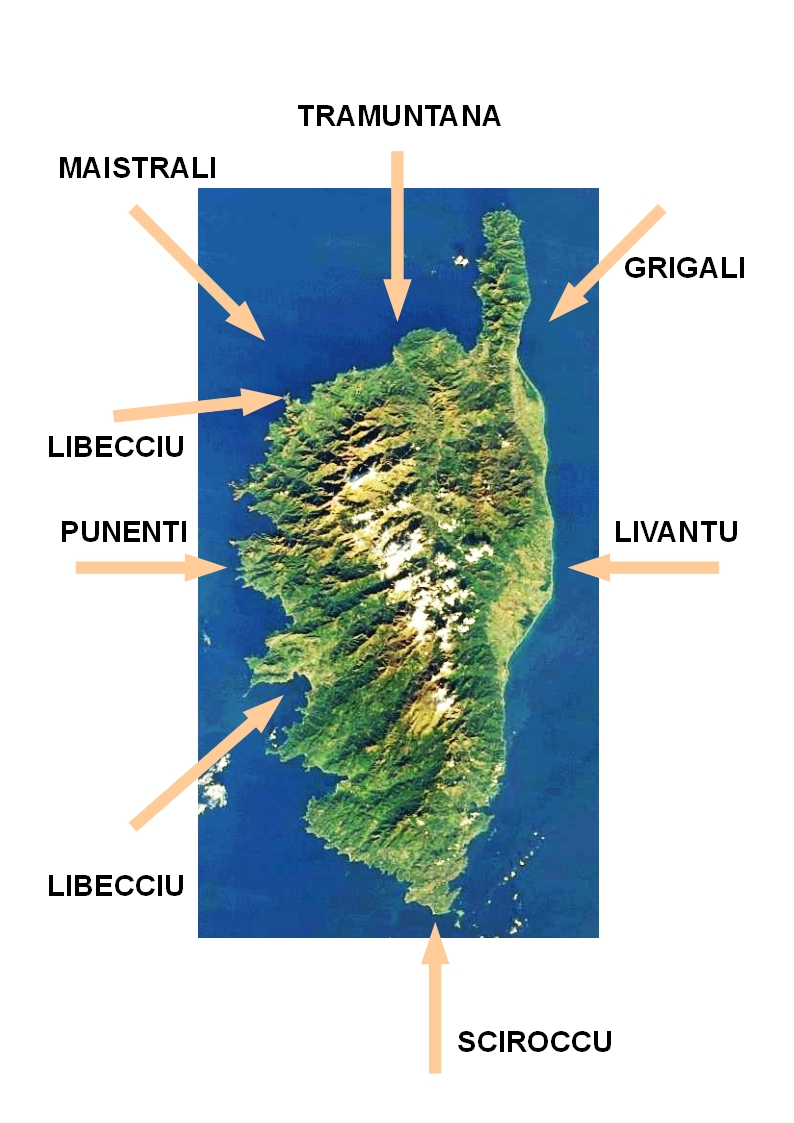
Les vents en Corse.

- Aguiéloun (Drôme, Alpes-de-Haute-Provence, Vaucluse, Var, Gard, Bouches-du-Rhône, Vaucluse)
- Albe  vent de sud ouest chaud et humide soufflant dans le Roussillon (Pyrénées-Orientales).
- Aouro (Hérault, Aude, Pyrénées-Orientales)
- Auro (Drôme)
- Autan,  vent du sud-est/sud-sud-est, affectant la partie orientale du bassin aquitain et le sud-ouest du Massif central soufflant l'opposé de la tramontane[17].
- Cers (bas-Languedoc)
- Garbin (Provence)
- Grec (également dénommé Grécal, Grégalade ou Grégou), vent méditerranéen de nord-est soufflant dans les Alpes maritimes.
- Levant (Provence, Côte d'Azur, Roussillon (llevant), Corse (levante))
- Libeccio (Côte d'Azur, Corse)
- Marin = Mejournaous (Provence, Languedoc)
- Marinada (Catalogne, Roussillon)
- Maristraou (Languedoc-Roussillon)
- Mélamborée (Alpes de Haute-Provence, Var)
- Mistral (Voir vallée du Rhône)
- Mitgjorn, est un vent de sud chaud, rare et modéré soufflant dans le Roussillon (Pyrénées-Orientales)
- Narbonnais = Narbonés (Narbonne)
- Vent du Nord
- Orsure (golfe du Lion)
- Ponant
- Pontias  Nyons : vent du matin [Drôme Provençale]
- Poulen : vent chaud du Var qui souffle des îles d'Hyères à la plaine du Luc
- Seguin (Provence)
- Sirocco (Côte d'Azur, Corse)
- Tramontana (Corse) (à ne pas confondre avec Tramontane)
- Tramontane (également dénommé « montagnette »), vent du nord-nord-ouest, froid et sec provenant des massifs montagneux et soufflant en direction du golfe du Lion à l'instar du Mistral, situé plus à l'est[18].
- Vent sombre (auro bruno) (Var, Alpes-de-Haute-Provence, Vaucluse, Bouches-du-Rhône, Gard)
- Vent du sud (Vallée du Rhône, Bourgogne)

## Sud-ouest et Pyrénées
- Aïgal (Tarn, Tarn-et-Garonne, Lot)
- Autal (Dordogne, Corrèze, Lot, Lot-et-Garonne)
- Autan : vent soufflant dans le sud/sud-ouest de la France, en provenance du sud-est/sud-sud-est, affectant la partie orientale du bassin aquitain et le sud-ouest du Massif central.
- Bordelais (Bordeaux)
- Carcenet (Pyrénées de l'est)
- Balaguère : vent soufflant dans les Hautes-Pyrénées et les Pyrénées-Atlantiques ; venant d'Espagne et parfois de bien plus loin, souffle dans les vallées des Pyrénées.
- Enabata, voir Galerne
- Fogony ou  Tramontane dans les Pyrénées-Orientales : vent du nord-nord ouest provenant des massifs montagneux et soufflant en direction du golfe du Lion.
- Hegoa (Pyrénées de l'ouest)
- Vent de Barran (Gers)

## Outre-mer
- Alizé, vent régulier des régions intertropicales notamment aux Antilles (Guadeloupe, Martinique). Dans l'hémisphère nord, il souffle du nord-est vers le sud-ouest, dans l'hémisphère sud du sud-est vers le nord-ouest[19].

En Polynésie française, les alizés sont des vents d’est, tant en saison chaude qu'en saison fraîche.